# Güigüe
Güigüe – miasto w Wenezueli, w stanie Carabobo, siedziba gminy Carlos Arvelo.
Według danych szacunkowych na rok 2010 liczy 111 800 mieszkańców..